# 茶具图赞
《茶具图赞》，由宋朝的审安老人（生平不详）撰于南宋咸淳五年（1269年），是中国第一部茶具图谱。其中记载了十二种宋代的茶具，且不以原名称之，而是冠以官吏之名；每幅图附有一赞，隐喻茶具的功用与特点。

## 收錄茶具

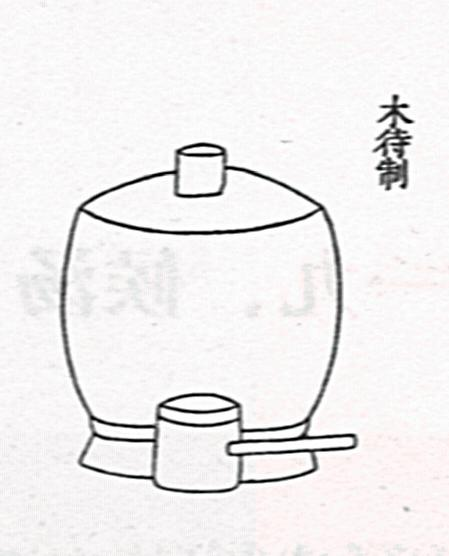
木待制
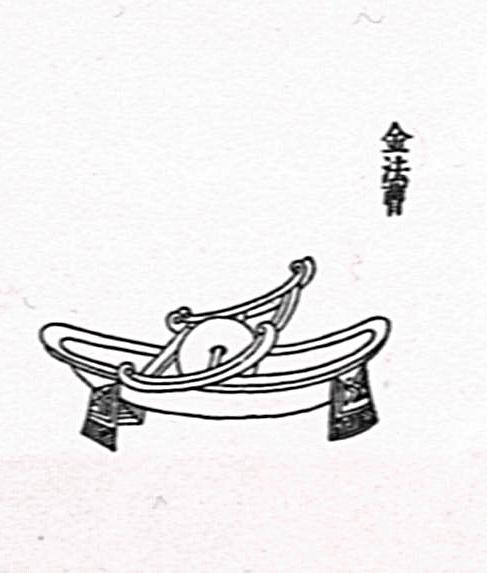
金法曹
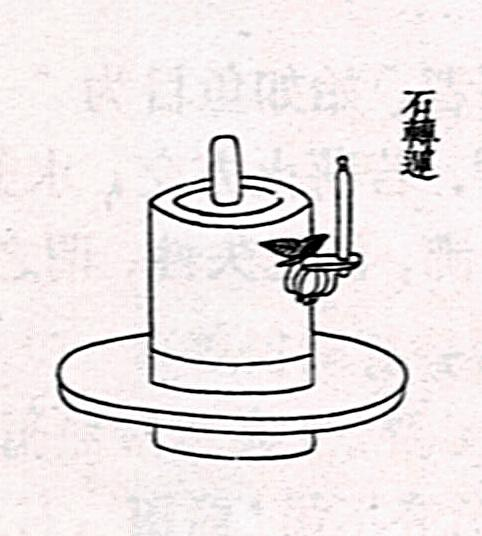
石轉運
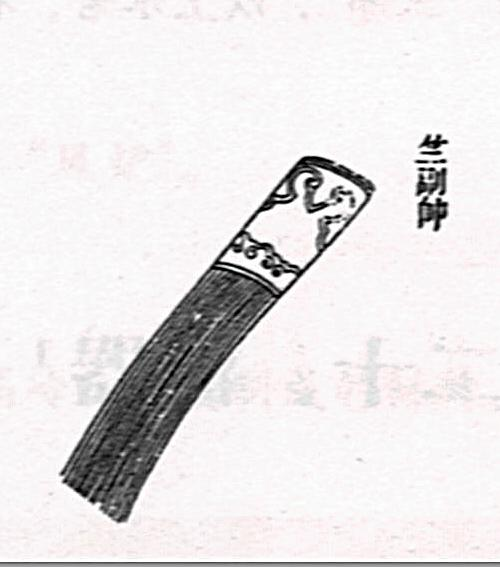
竺副帥

- 韋鴻臚 茶炉
- 木待制  木槌、木茶臼
- 金法曹  茶碾
- 石轉運  石磨
- 胡員外 瓢水杓
- 羅樞密 茶羅（茶筛）
- 宗從事  茶帚
- 漆雕秘閣 漆器茶托
- 陶寶文 陶器茶杯
- 湯提點 湯瓶（日语：湯瓶）
- 竺副帥 茶筅
- 司職方  茶巾（日语：茶巾）

- 木待制
- 金法曹
- 石轉運
- 竺副帥